# Ischnocampa hemihyala
Ischnocampa hemihyala là một loài bướm đêm thuộc phân họ Arctiinae, họ Erebidae.